# Liste des banques de Monaco
La liste suivante est la liste des banques installées à Monaco :
- Andbank Monaco[1]
- Banca Popolare di Sondrio (Monaco)[2]
- Bank Julius Baer (Monaco)[3]
- Banque de Gestion Edmond de Rothschild[4]
- Banque Havilland (Monaco)[5]
- Banque J. Safra Sarasin (Monaco)[6]
- Banque européenne du crédit mutuel (Monaco)[7]
- Barclay's bank (Monaco)[8]
- BNP Paribas[9]
- Compagnie Monégasque de Banque[10]
- CFM Indosuez Wealth (anciennement Crédit Foncier de Monaco)[11]
- Crédit Mobilier de Monaco[12]
- EFG Bank (Monaco)[13]
- HSBC Private bank (Monaco)[14]
- LCL
- Banque Richelieu (Monaco)[15]
- Société Générale (Monaco)
- Société de Banque Monaco (groupe Crédit du Nord)[16]
- Union Bancaire Privée (Monaco)[17]
- UBS Monaco Wealth Management

## Anciennes banques
- Banque Pasche Monaco rachetée par la Banque Havilland[18]
- BSI Monaco[19]
- Coutts & co (Monaco)[20]
- Crédit suisse (Monaco) racheté en 2017 par J. Safra Sarasin[21]
- Dresdner Bank Monaco rachetée en 2010 par la Bank Audi-Saradar[22]